# Ликаония
Ликаония (на английски: Lycaonia, на гръцки: Λυκαονία) e през древостта територия в Мала Азия.
Граничи на изток с Кападокия, на север с Галатия, на запад с Фригия и Писидия, Исаврия и Киликия.
На север е равна пустиня, на юг е планински терен, неплодороден и подхождащ най-вече за овцевъдство. Столица е бил Иконион.
Народът, ликаонийците, имал свой език и изглежда не е принадлежал нито към семитите, нито към индогерманите.
Прародител на ликаонийците е Ликаон, син на Пелазг. Ликаонийците остават независими от персите, но са завладени от македоните и римляните.
Ликаония става през 25 пр.н.е. част от провинция Галатия и едва през 370 г. е отделена като самостоятелна административна единица в рамките на Диоцез Азия.